# ヘンリー・ウィリアム・ピッカースギル
ヘンリー・ウィリアム・ピッカースギル（Henry William Pickersgill RA、1782年12月3日 – 1875年4月21日）はイギリスの画家である。肖像画を専門とし、同時代の多くの有名な人物の肖像画を残した。

## 略歴
ロンドンで生まれた。ロンドンの絹織物の製造の仕事で働き、工場の主人にも信頼されるようになったがナポレオン戦争が始まり、大陸への輸出が困難になり、絹織物の仕事が不調になったため、絵の仕事をすることににして、1802年から風景画家のジョージ・アーノルドの弟子になり、1805年からロイヤル・アカデミー・オブ・アーツの美術学校に入学した。
はじめ風景画や歴史画を描いたが肖像画を専門とするようになり、アカデミーの展覧会にかつての織物会社の主人の肖像画を出展したのに始まり、生涯で384点の肖像画をアカデミーで展示した
。1822年にアカデミーの準会員に選ばれ、1826年に正会員に選ばれた。
ピッカースギルが肖像画を描いた人物には、詩人のウィリアム・ワーズワースやエリザベス・バレット・ブラウニング、技術者のジョージ・スチーブンソン、学者のジェレミ・ベンサムやマイケル・ファラデー、軍人のホレーショ・ネルソン、アーサー・ウェルズリーらがいる。1816年に描かれたアラビア風の衣装を着た旅行家のジェームズ・バッキンガム(James Silk Buckingham)夫妻の東洋趣味の肖像画もよく知られている。
ロンドンの美術館ナショナル・ギャラリーの別館で肖像画専門の美術館、ナショナル・ポートレート・ギャラリーには、ピッカースギルの原画をもとに版画にされた作品35点と原画の油絵16点が収蔵されている。他の画家が描いたピッカースギルの肖像画も収蔵されている。
1856年から1864年の間、アカデミーの司書も務めた。1872年に引退し1875年にロンドンで92歳で死去した。
弟のリチャード・ピッカースギルや息子のヘンリー・ホール・ピッカースギル(Henry Hall Pickersgill: 1812–1861)、甥のフレデリク・リチャード・ピッカースギル(Frederick Richard Pickersgill: 1820–1900)も画家になった。ヘンリー・ホール・ピッカースギルと結婚したジャネット・ピッカースギル(Jeanette Pickersgill: 1813–1885)も画家、詩人として知られている。

## 作品

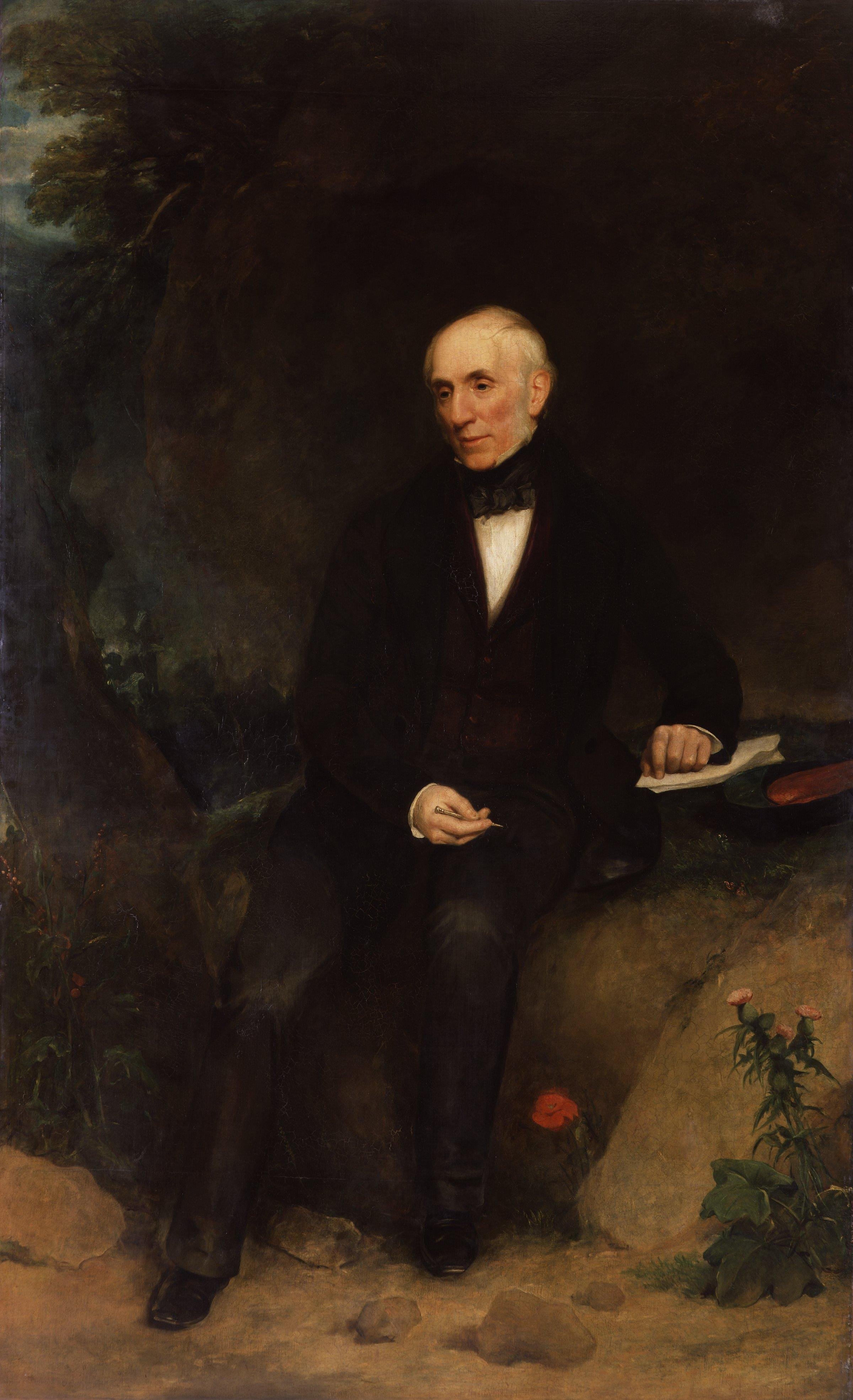
ウィリアム・ワーズワース
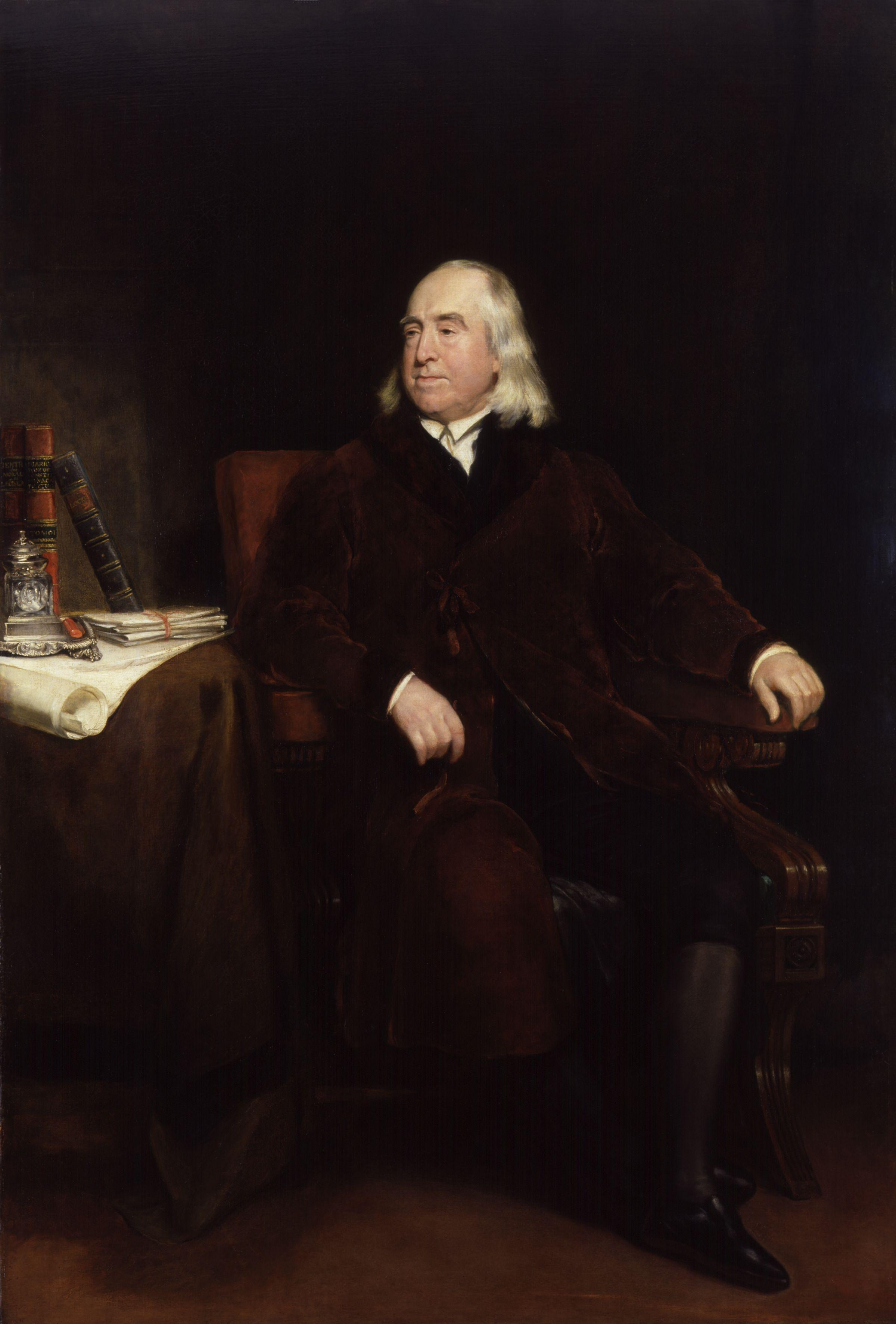
ジェレミ・ベンサム
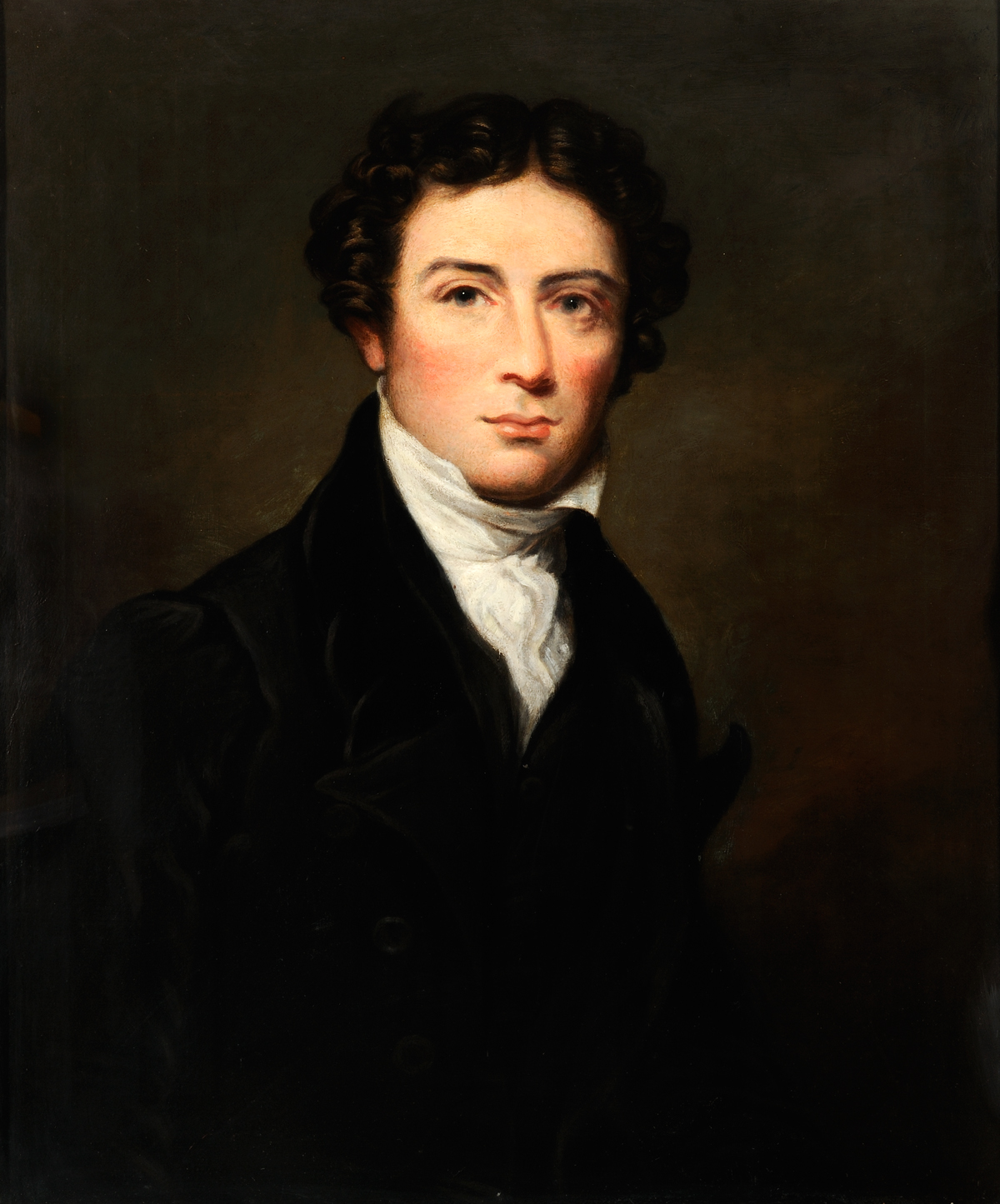
マイケル・ファラデー (c.1826)
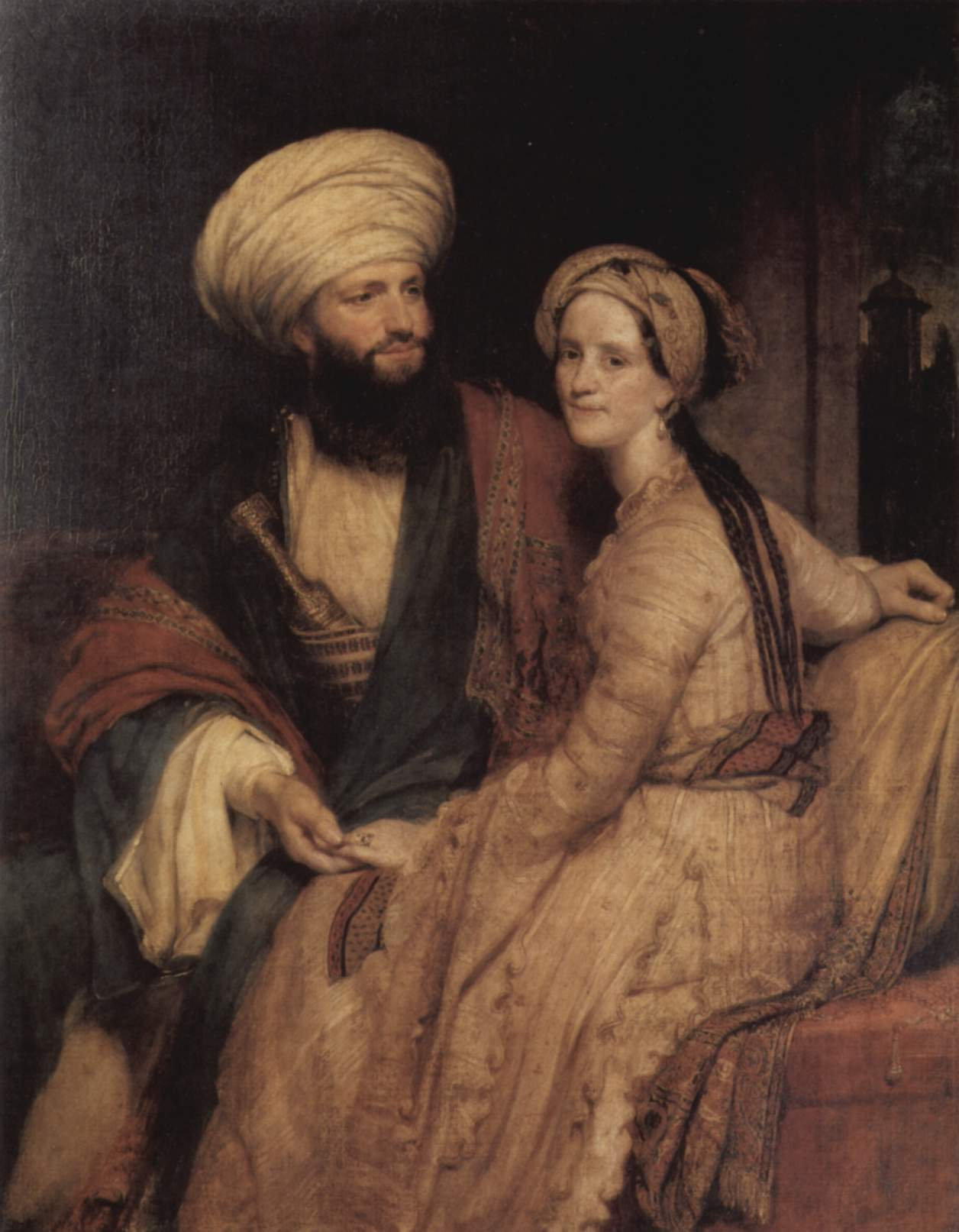
ジェームズ・バッキンガム夫妻-旅行家 (1816-1825)
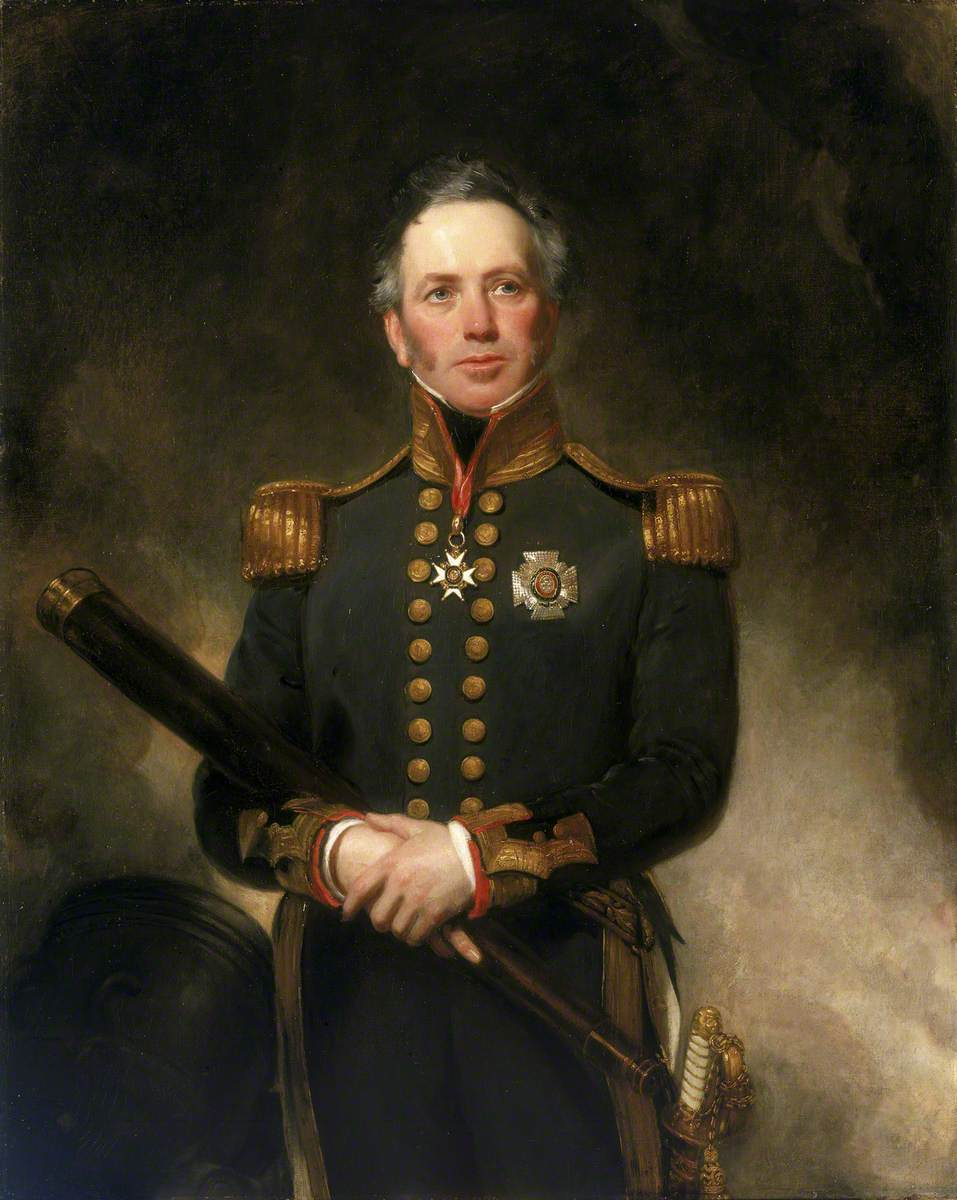
エドワード・ブレース-軍人
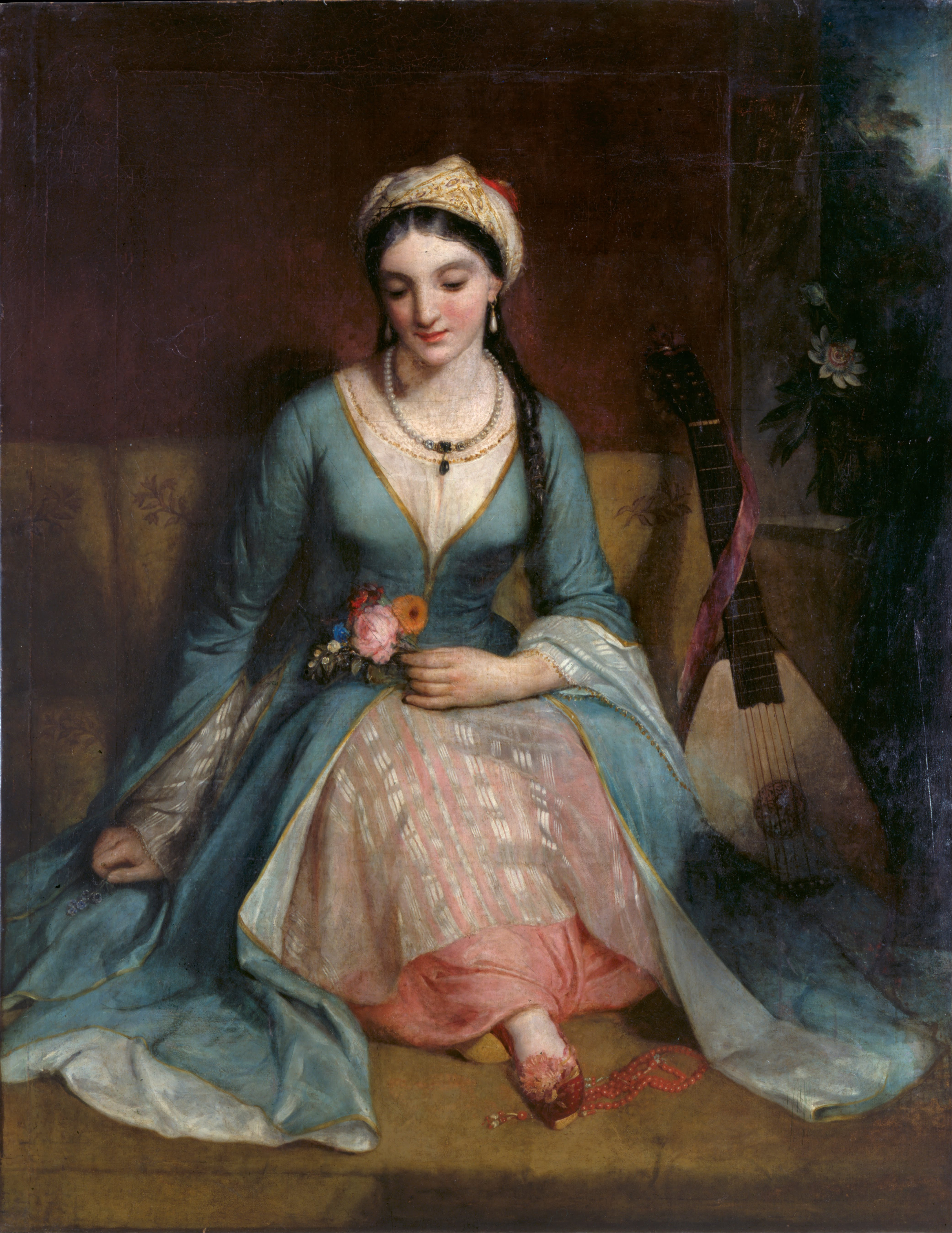
若いギリシャ女性
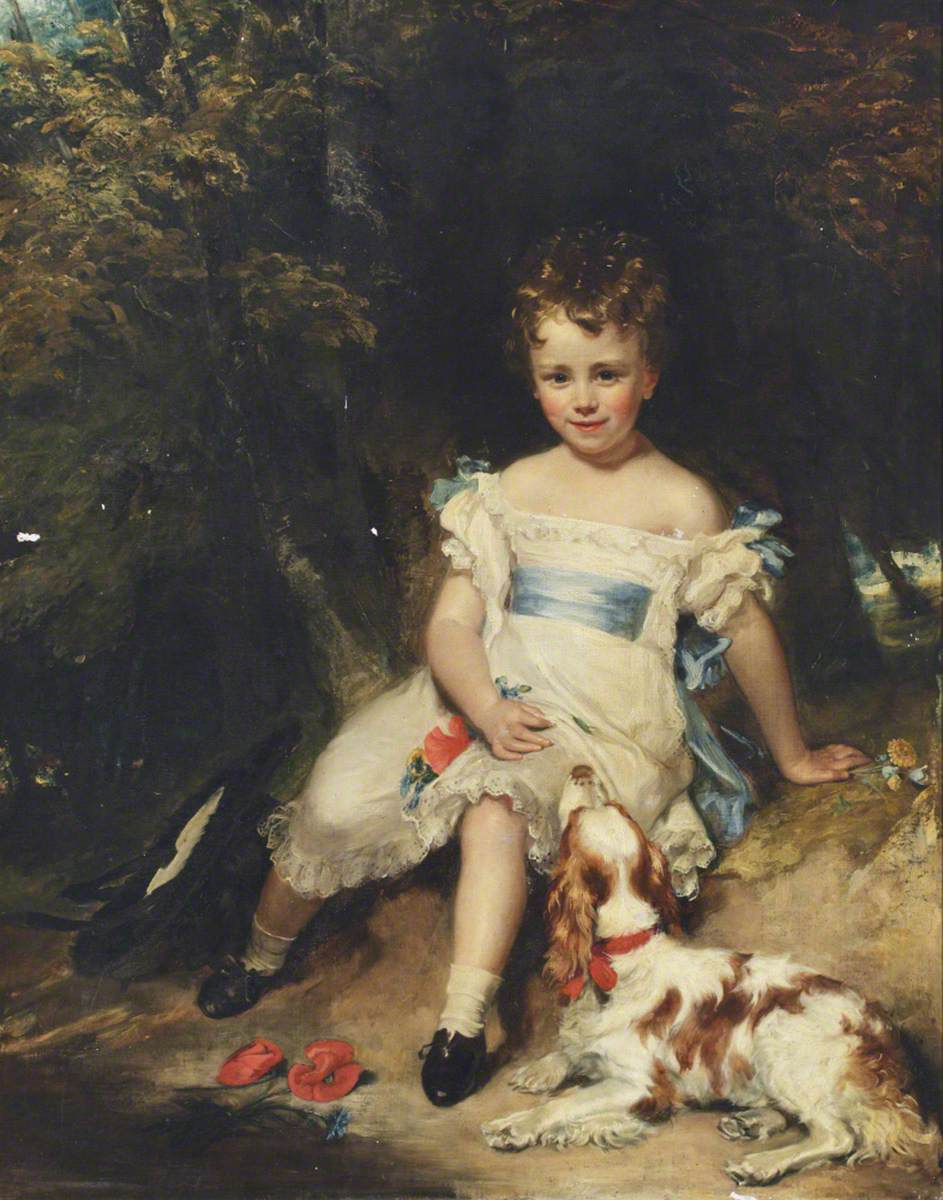
少年時代の17代ヘイスティングス男爵
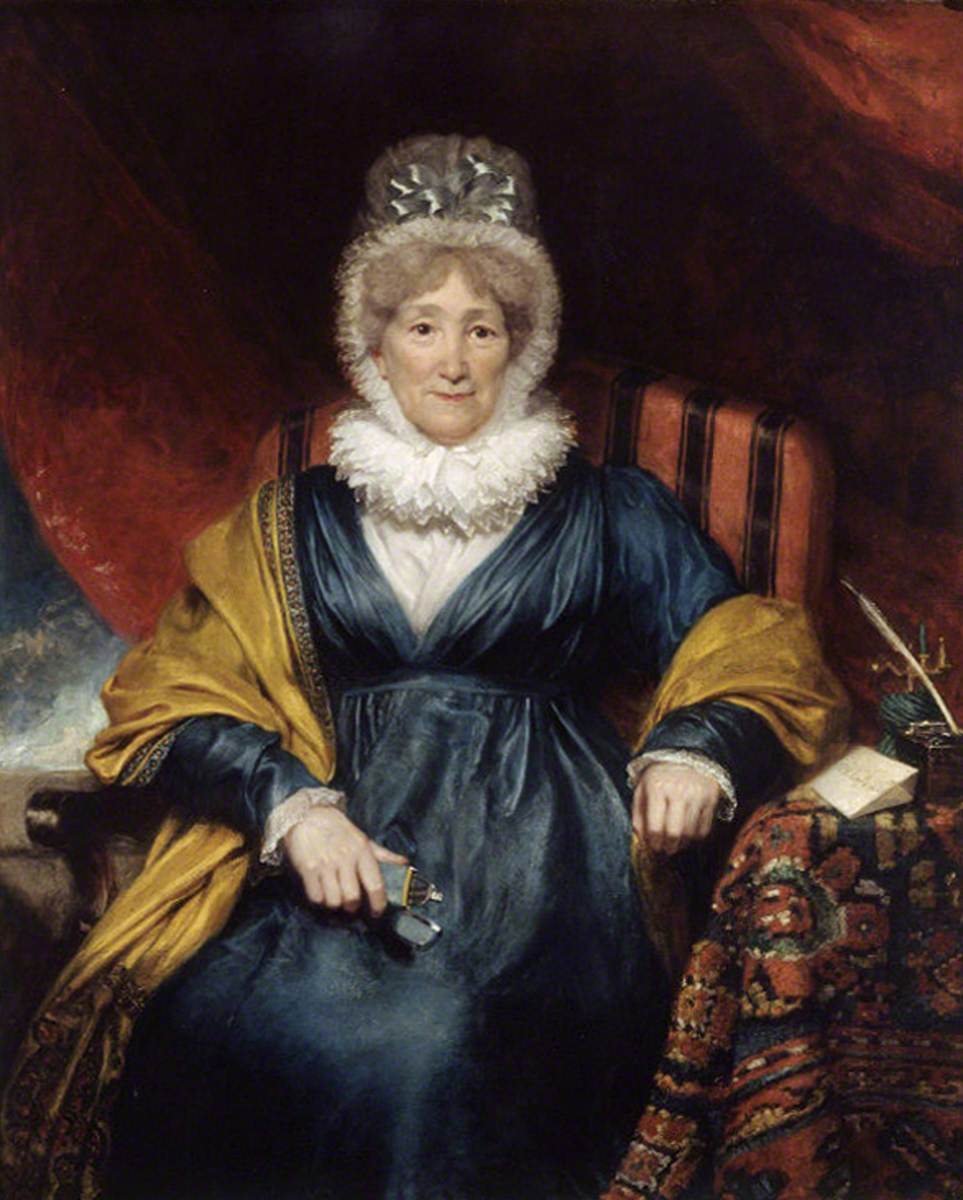
Hannah More